# París-Tours 2007
La París-Tours 2007 es una carrera ciclista que se disputó el 14 de octubre de 2007 con una distancia de 247 km. Esta fue la 101.ª edición de la clásica París-Tours y el vencedor final fue el italiano Alessandro Petacchi del equipo Milram.

## La carrera
La carrera se desarrolló a un ritmo veloz, gracias a una escapada inicial de 22 ciclistas. Aun así, después de una persecución difícil, el gran grupo pudo coger los escapados al km 93.
A partir de aquel momento se produjeron diferentes ataques, hasta que David Boucher, Manuel Quinziato y Serge Pauwels consiguen abrir un importante agujero, que al kilómetro 172 era de 7' 5". En aquellos momentos el equipo Crédit Agricole tomó la iniciativa para disminuir la distancia y poco después el Quick Step-Innergetic se añade. Esto hizo que la distancia empezara a menguar.
A 40 km para la llegada el tiempo se había reducido a 3'40" y Quinziato decide acelerar, dejando atrás a Pauwels. A 30 km de meta será Boucher el que queda descolgado, quedando Quinziato a solas al frente. Con todo, también será tragado por el gran grupo, a los pies de la cota de la Epan.
Aquel es el momento escogido por Philippe Gilbert para atacar, el cual fue seguido por Karsten Kroon y Filippo Pozzato. El trío líder abre una ligera diferencia con el gran grupo, pero no se entienden entre ellos. Esto ayuda que sean cogidos cuando solo quedaban 700 m por el final.
La llegada al esprint fue ganada por Alessandro Petacchi, por ante Francesco Chicchi y Óscar Freire.

## Clasificación general
|    | Ciclista            | Equipo                | Tiempo     | UCI ProTourPunts |
| -- | ------------------- | --------------------- | ---------- | ---------------- |
| 1  | Alessandro Petacchi | Team Milram           | 5h 32' 37" | 40               |
| 2  | Francesco Chicchi   | Liquigas              | m. t.      | 30               |
| 3  | Óscar Freire        | Rabobank              | m. t.      | 25               |
| 4  | Steven de Jongh     | Quick Step-Innergetic | m. t.      | 20               |
| 5  | Allan Davis         | Discovery Channel     | m. t.      | 15               |
| 6  | Robbie McEwen       | Predictor-Lotto       | m. t.      | 11               |
| 7  | Alexandre Usov      | Ag2r Prévoyance       | m. t.      | 7                |
| 8  | Thor Hushovd        | Crédit Agricole       | m. t.      | 5                |
| 9  | Aurélien Clerc      | Bouygues Télécom      | m. t.      | 3                |
| 10 | Romain Feillu       | Agritubel             | m. t.      | N/               |